# Gidró Bonifác
Gidró Bonifác István (Karcfalva, 1869. augusztus 20. – Győr, 1958. január 17.) 
bencés szerzetes, mennyiségtan- és természettantanár, gimnáziumi igazgató, tihanyi apát.

## Élete
A középiskolát Csíksomlyón végezte. 1888-ban lépett be a bencés rendbe, majd Pannonhalmán végzett teológiai tanulmányokat. 1893-ban a budapesti egyetemen mennyiségtan-természettan szakos tanári oklevelet szerzett. 1894-ben szentelték pappá Győrött. Esztergomban, Komáromban gimnáziumi tanár, igazgató, a Felvidék visszacsatolt részén 1938-1939 között tankerületi főigazgató. 1940-től tihanyi apát. Komárom díszpolgára, a Jókai Közművelődési Egyesületnek 1911-től 1945-ig alelnöke, majd örökös elnöke. 1950-től Pannonhalmán élt. Számos tankönyvet írt a gimnáziumok és reálgimnáziumok évfolyamainak.

## Művei
- A kúpszeletek evolutái és talppontgörbéi; Laiszky Ny., Esztergom, 1896

## Emlékezete

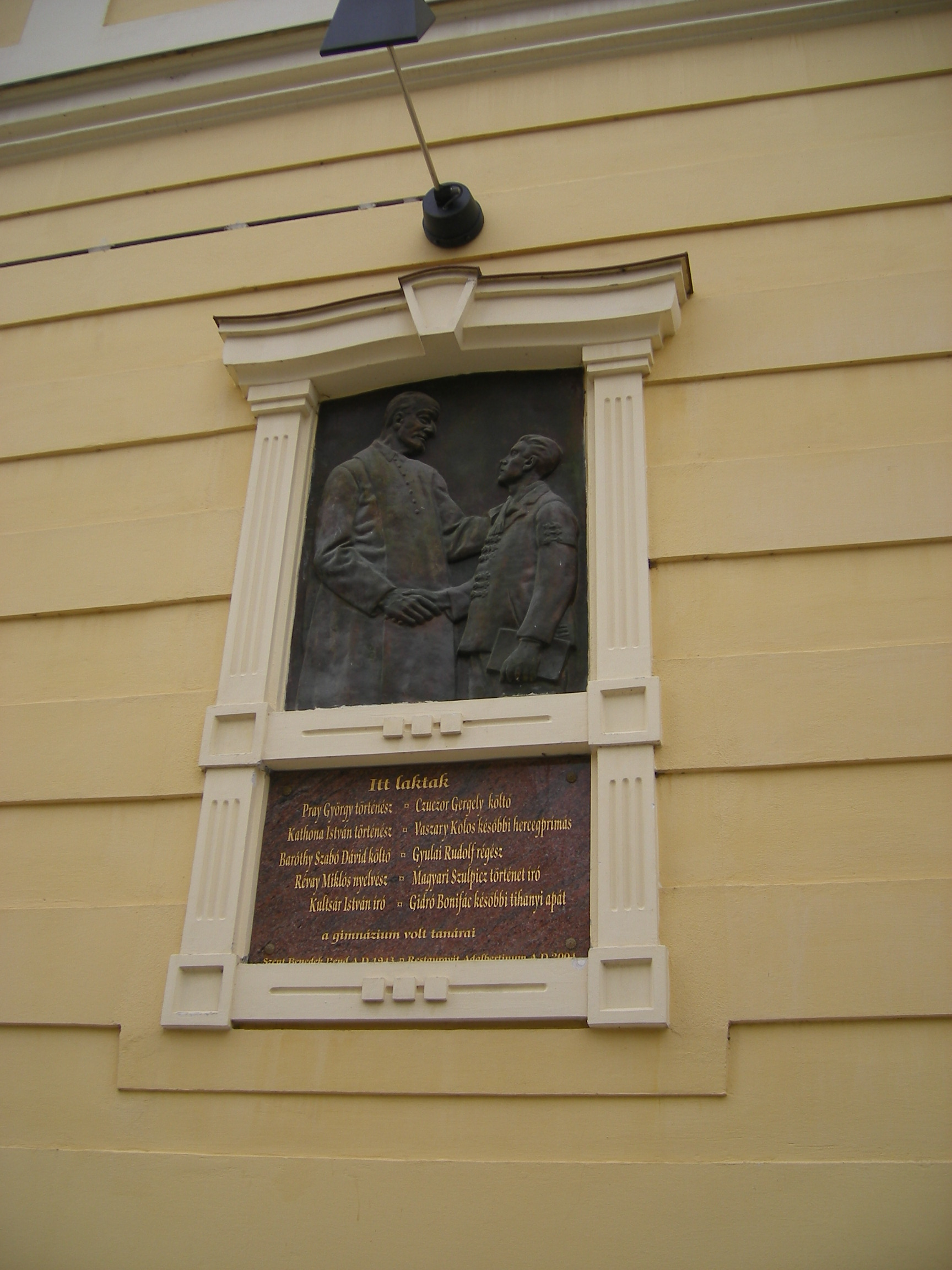

Egykori iskolája, a ma Selye János nevét viselő magyar tannyelvű gimnázium 1990-től rendezi meg a róla elnevezett Matematikai és Fizikai Napokat. A gimnázium felújított fizika laboratóriuma is az ő nevét viseli.